# قربان أباد (حسين أباد)
قربان أباد (بالفارسية: قربان‌آباد) هي قرية تقع في إيران في قسم حسین أباد. يقدر عدد سكانها بـ 255 نسمة .